# Sh2-34
Sh2-34 (nota anche come RCW 149) è una nebulosa a emissione nella costellazione del Sagittario. La nebulosa si posiziona nelle vicinanze dell'associazione stellare Sgr OB1 e della Nebulosa Laguna. Alla vista, la nebulosa appare come un debole alone rossastro.
Nel 1974, un articolo scientifico ha mostrato come la nebulosa sia fisicamente connessa a Sh2-35.